# Chrestobunus fuscus
Chrestobunus fuscus is een hooiwagen uit de familie Triaenonychidae.